# Expédition de Shuja ibn Wahb al-Asadi
Pour les articles homonymes, voir al-Asadi.
L’expédition de Shuja ibn Wahb al-Asadi, à Al-Siyyi, se déroula en juillet 629 AD, 8AH, 3e mois, du Calendrier Islamique.
Mahomet envoya Shuja ibn Wahb avec 24 hommes pour lancer un raid sur les Banu Amir (une branche de la tribu Hawazin) à al-Siyii. Les assaillants s’emparèrent d'un butin composé de chameaux et de moutons,,. Chaque soldat obtient en récompense une part de celui-ci soit, 15 chameaux ou l’équivalent en moutons. Selon les érudits de l’université du Roi Abdul Aziz en Arabie Saoudite, ceci signifie que le butin était constitué de 450 chameaux ou leur équivalent, et donc, le total, y compris les khumus, aurait pu être d’une valeur d’environ 18,000 dirhams 